# Pommes de terre de l'Île-du-Prince-Édouard
« Pommes de terre de l'Île-du-Prince-Édouard » (en anglais Prince Edward Island Potatoes ou PEI Potatoes) est une marque commerciale et une indication géographique destinés à valoriser la production de pommes de terre cultivées et conditionnées dans l'Île-du-Prince-Édouard, à l'instar d'autres productions de pommes de terre cultivées dans d'autres parties de l'Amérique du Nord (comme celle de l'Idaho).
Cette marque est gérée par le Prince Edward Island Potato Board, qui se finance par une redevance prélevée sur les ventes des pommes de terre de l'Île-du-Prince-Édouard.

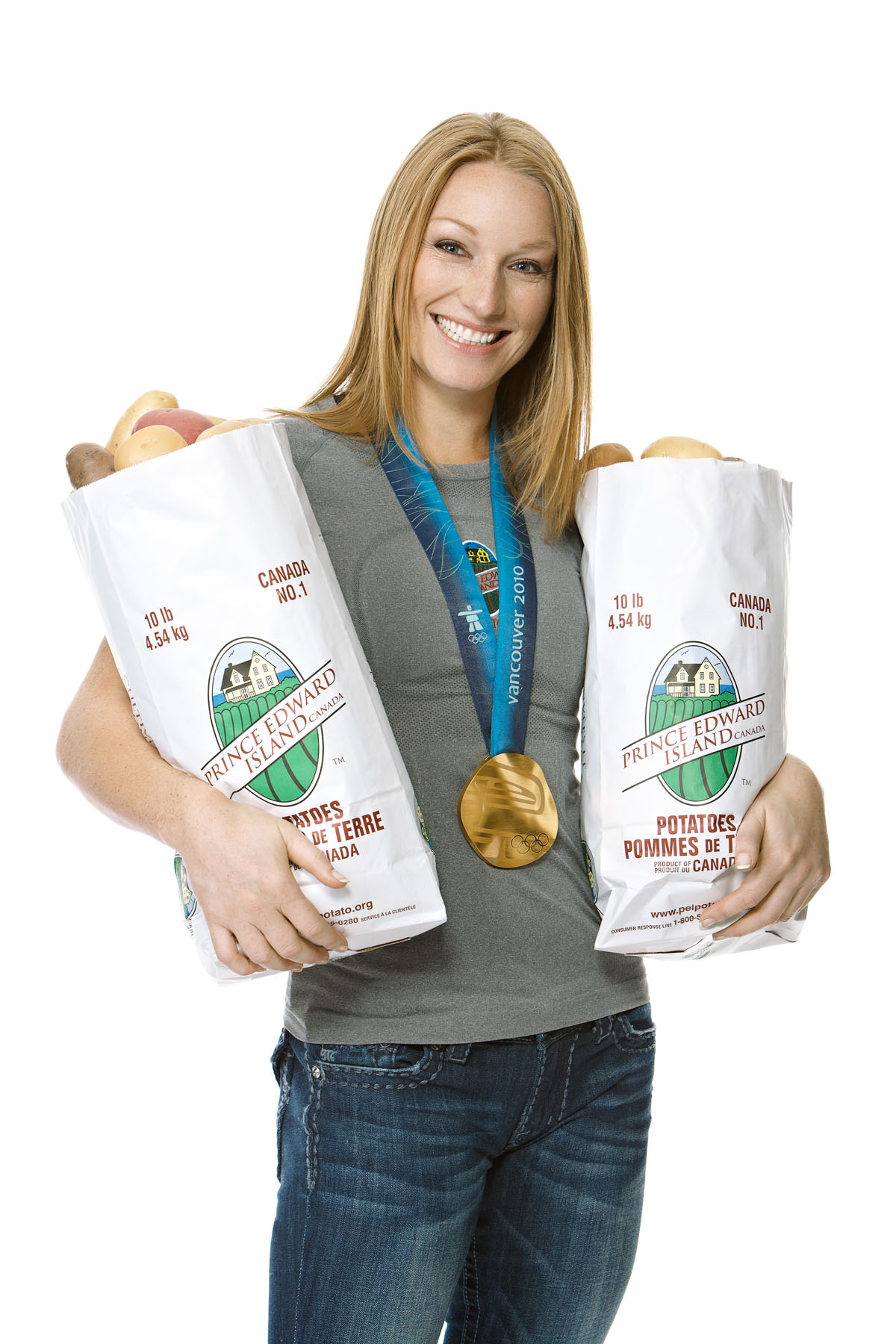
Heather Moyse, ambassadrice de marque des Pommes de terre de l'Île-du-Prince-Édouard

La sportive canadienne, Heather Moyse, qui est née et a grandi à Summerside, dans l'Île-du-Prince-Édouard, est depuis 2012 l'ambassadrice de marque pour les Pommes de terre de l'Île-du-Prince-Édouard.
Dans ce rôle, elle a représenté ces pommes de terre lors d'événements et assuré leur promotion dans les médias sociaux et traditionnels.

## Organisation des producteurs
La commercialisation et la distribution des pommes de terre cultivées dans l'Île-du-Prince-Édouard est gérée par le Prince Edward Island Potato Board (Conseil de la pomme de terre Île-du-Prince-Édouard), association de producteurs dont la mission est d'assurer la rentabilité à long terme et la durabilité de cette activité.
Le Prince Edward Island Potato Board est enregistré comme une organisation de producteurs en vertu de la « Loi sur la commercialisation des produits naturels » (Natural Products Marketing Act) de 1990 de la province de l'Île-du-Prince-Édouard.
Le Prince Edward Island Potato Board est chargé d'aider les producteurs et les distributeurs à trouver des marchés pour les pommes de terre produites dans l'Île-du-Prince-Édouard, ainsi que d'aider à améliorer l'activité dans son ensemble par l'investissement et l'éducation en matière de sécurité alimentaire, de développement durable, de recherche, de politique et de pratiques agricoles. Il assure également l'exploitation de la ferme de pommes de terre de semence élite de Fox Island.

## Importance économique

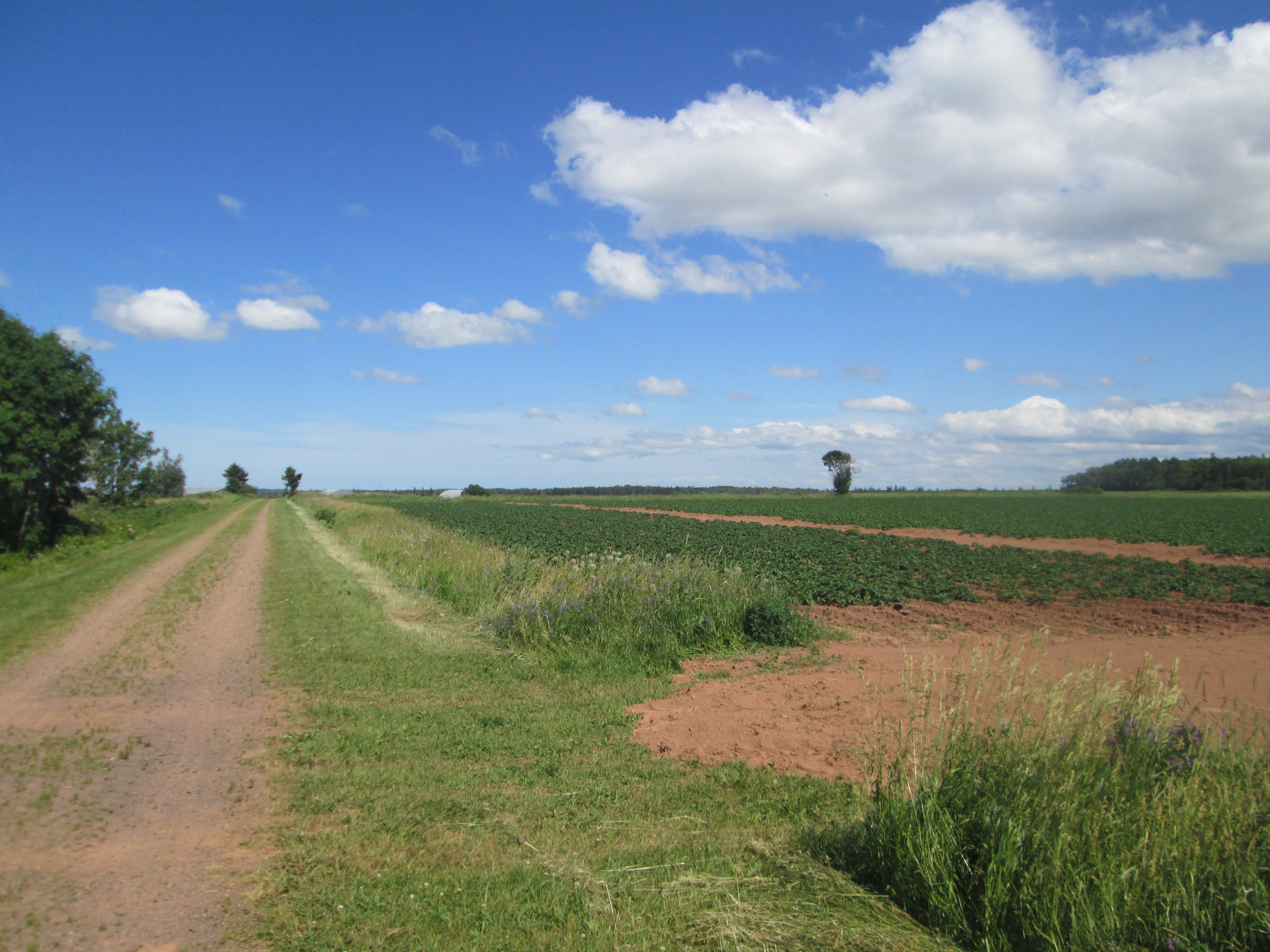
Champs de pommes de terre entourant la ville de Freetown, près du sentier de la Confederation trail.

Le secteur de la pomme de terre est un secteur économique important pour la province de l'Île-du-Prince-Édouard. Celle-ci  produit environ 25 % de la récolte totale de pommes de terre cultivées au Canada chaque année.
Une étude d'impact économique publiée en 2012 note que le secteur de la pomme de terre apporte une valeur de plus de 1 milliard de dollars canadiens à l'économie de l'île chaque année, contribuant à 10,8 % du PIB provincial. Le secteur de la pomme emploie également directement ou indirectement environ 12 % de la population active de la province. La surface cultivée en pommes de terre dans l'Île-du-Prince-Édouard s'est élevée à environ 88 000 acres (environ  36 000 hectares) en 2013.